# Bindungsfürsorge
Das Stufenmodell der Bindungsfürsorge ist eine prozess- und inhaltsorientierte Motivationstheorie, die aus der Rechtspsychologie (Familienrechtspsychologie) stammt. Es wurde von dem systemischen Psychologen Kemal Temizyürek entwickelt und eingeführt. Temizyürek beschreibt drei distinkte Einstellungen von Eltern gegenüber den Bindungen ihres Kindes zu dem anderen Elternteil bzw. anderen Bindungspersonen. Diese Einstellungen / Motive lassen sich auf der elterlichen Verhaltensebene beobachten und als sichtbarer Ausdruck von Bindungspflege deuten.

## Grundlagen
Eltern gestalten bereits kurz nach Geburt des Kindes in ihrer Funktion als „Organisationsinstanz direkt und aktiv oder indirekt und passiv die Beziehungen des Kindes zum anderen Elternteil mit.“ Temizyürek bezeichnet diesen Prozess als elterliche Bindungspflege innerhalb eines Familiensystems. Bereits im Säuglingsalter verfügen Kinder über die Fähigkeit Einstellungen der Bezugspersonen bspw. anhand deren mimischen Ausdrucksformen, sogenannten sozial-emotionalen Signalen, zu deuten und das eigene Verhalten anzupassen (Social Referencing).
Temizyürek unterscheidet drei Stufen der Bindungspflege:
- Bindungsfürsorge (positiv)
- Bindungstoleranz (neutral)
- Bindungsblockade (negativ)

Die elterliche Bindungsfürsorge ist gekennzeichnet durch eine „wertschätzende Haltung gegenüber den gewachsenen Bindungen ihrer Kinder zu anderen Bindungspersonen (in der Regel dem anderen Elternteil) und durch proaktives Verhalten, diese Bindungen zu pflegen und zu fördern“. Sie hat einen positiven psychoemotionalen Effekt auf das Kind und die Beziehungsqualität mit dem anderen Elternteil. Demgegenüber bezeichnet Bindungstoleranz eine duldsame Einstellung von Eltern, die keine aktive Bindungspflege betreiben. Sie überlassen häufig den Beziehungserhalt zum anderen Elternteil dem Kind und dem anderen Elternteil. Bei Beziehungsstörungen oder drohenden Abbrüchen greifen bindungstolerante Eltern nicht oder nur „halbherzig“ ein. Bindungsblockierende Eltern lehnen den anderen Elternteil als bedeutsame Bezugsperson des eigenen Kindes ab. Diese Eltern streben den Abbruch der Kontakte an, was zu einer Eltern-Kind-Entfremdung, einer Form von Kindeswohlgefährdung, führen kann. Kindesentzug und Kindstötungen sind Extremformen von Bindungsblockade.
Einstellungsänderungen können zu Sprüngen zwischen den Stufen führen, von bindungstolerant zu bindungsfürsorglich oder von bindungsfürsorglich zu bindungsblockierend usw. „Die Wahrscheinlichkeit einer Einstellungsänderung sinkt mit der Intensität und der Stabilität der Einstellung über die Zeit.“
Die Bindungsfürsorge endet nicht mit der Auflösung der Familie als Lebensgemeinschaft und Trennung der Eltern, weil „das Familiensystem, mitsamt den konstituierenden Beziehungen zwischen den Einzelnen, wenn auch in anderer Ausprägung, bestehen bleibt.“ Die Familie reorganisiert sich. Die Bindungsfürsorge gewinnt nach elterlichen Trennungen an Bedeutung, als bestmögliche Gewähr für die Aufrechterhaltung von innerfamilialen Bindungen. Ein positiver Beziehungserhalt zu beiden Eltern stellt im Regelfall einen wichtigen Schutzfaktor für Trennungskinder dar. Wassilios E. Fthenakis postulierte, dass „der primäre negative Aspekt der elterlichen Scheidung der Verlust eines Elternteils für das Kind“ sei.

## Anwendungsbereich
Familiengerichte können in Kindschaftssachen bei Fragestellungen bezüglich Sorgerecht, Umgangsrecht und Kindeswohlgefährdungen Sachverständige mit der Erstellung eines familienrechtspsychologischen Gutachtens beauftragen. Die Bindungsfürsorge wird dem Förderungsprinzip als Unterkategorie des Sorgerechts zugeordnet und stellt ein zentrales Kriterium bei der Gesamtabwägung zum Kindeswohl dar. Das Oberlandesgericht Frankfurt/Main hat in einem Beschluss aus 2018 auf die Abgrenzung der Bindungsfürsorge von der Bindungstoleranz hingewiesen. Das Oberlandesgericht Celle hat das bindungsfürsorgliche Verhalten eines Vaters hervorgehoben. Mit der Bindungsfürsorge eines Vaters beschäftigte sich das OLG Braunschweig.

## Kritik
Brebeck kommt in ihrer Erwiderung zu folgender Einschätzung: „Das von Temizyürek in der ZKJ 6/2014 (S. 228–230) in diesem Jahr vorgestellte Modell ist hilfreich, da es verschiedene Dimensionen des Verhaltens des Hauptbetreuungselternteils gegenüber dem Umgangsberechtigten oder umgangsbegehrenden Elternteil vorstellt. Es gelingt Temizyürek so, teilweise Kriterien für eine verfeinerte Diagnostik vorzustellen, indem er den Begriff der Bindungsfürsorge einführt.“ Brebeck kritisiert, dass nicht immer deutlich sei, welcher Bindungsbegriff von Temizyürek zugrunde gelegt werde. Im Übrigen lasse das Modell der Bindungsfürsorge „eine Vielzahl von Fragen unbeantwortet“.
Der Psychologe und Jurist Rainer Balloff vertritt die Auffassung, dass „Temizyürek … zu Recht in bezug auf die Bindungstheorie und das Konzept der Feinfühligkeit von Abstufungen der Bindungstoleranz“ spreche, „die sich in Anlehnung an Dettenborns .… Konzeptualisierungen in einem Verhalten der 'Bindungsfürsorge = Bestvariante', 'Bindungstoleranz = Genugvariante' und 'Bindungsblockade = Gefährdungsvariante'“ zeige."
Die Professorin für Recht Hildegund Sünderhauf-Kravets und Rechtsanwalt Rixe merken an: „Trennungskinder brauchen nicht nur Bindungstoleranz, sondern aktive Bindungsfürsorge.[…] Ihre Eltern müssen es ihnen erlauben, dem anderen Elternteil zu begegnen, ihn zu lieben, zu vermissen, sich mit ihm/ihr auseinanderzusetzen und dies aktiv ermöglichen.“
Die langjährige Fachpsychologin für Rechtspsychologie und Autorin Marianne Nolde schreibt in ihrem Buch „Eltern bleiben nach der Trennung“: „Darum habe ich mich gefreut, dass der Begriff der Bindungsfürsorge aufkam (Temizyürek 2014). Beschränken Sie sich nicht aufs Tolerieren, sondern achten Sie fürsorglich darauf, dass die Grundbedürfnisse Ihres Kindes nach Bindung, auch an den anderen Elternteil, erfüllt werden können.“
Baumann et al. (2022) fordern den Gesetzgeber dazu auf, bindungsfürsorgliches Verhalten als „normative Erwartung an Trennungseltern“ auszuformulieren. In Fällen mangelnder Einsicht und Kooperationsbereitschaft entfremdender Eltern fordern die Autoren verpflichtende Beratung u. a. zur „Hinführung beider Elternpersonen zu bindungsfürsorglichem Elternverhalten“.